# みずきひとし
みずき ひとし（1969年4月10日 - ）は、日本の漫画家。高知県出身、男性。既婚。デビュー以来、主に成年コミックの分野で活動してきたが、2000年代頃からオンラインゲームのアンソロジーコミックなどで一般コミックの分野にも活動の幅を広げている。配偶者は同業者であるが、配偶者のペンネームは非公開にしている（但し厳密に秘匿しているという訳では無く、ある程度のファンには周知の事柄である）。近年はPixivやTINAMIにて、自身を東方Projectのキャラクター多々良小傘に、妻を東風谷早苗とし、他の関係者も同作品のキャラクターに置き換えた4コママンガである「がんばれ小傘さん」をほぼ毎日更新している。

## 主な作品

### 成年コミック
- 『ステキにプリーズ♥』　フランス書院 フランス書院コミック文庫　1992年12月　ISBN 978-4829672426
- 『サテライトパラダイス』　富士美出版 富士美コミックス　1993年9月　ISBN 978-4894210424
- 『どきどきテイクアウト-みずきひとし傑作集』　桜桃書房 EXコミックス　1996年7月　ISBN 978-4756703453
- 『巨乳家族』　実業之日本社 マンサンコミックス
  1. 1997年10月　ISBN 978-4408164175
  2. 1998年9月　ISBN 978-4408164595
  3. 1999年7月　ISBN 978-4408165028
  4. 2000年5月　ISBN 978-4408165431
- 『みどりちゃんがいっぱい』　宙出版 Heart comics　1999年1月　ISBN 978-4872879476
- 『ステキな役たたず』　宙出版 Heart comics　1999年3月　ISBN 978-4872879506
- 『とらぶるpoor girls』　オークラ出版 Oak comix　1999年9月　ISBN 978-4872784985
- 『お注射しましょ』　司書房 TSUKASA COMICS　2001年9月　ISBN 978-4812806340
- 『新巨乳家族』　実業之日本社 マンサンコミックス
  1. 2001年2月　ISBN 978-4408165776
  2. 2002年2月　ISBN 978-4408166438
  3. 2003年1月　ISBN 978-4408167152
  4. 2003年12月　ISBN 978-4408167886
- 『お憑かれ!みたまちゃん』　少年画報社 ヤングキングコミックス
  1. 2002年2月　ISBN 978-4785921620
  2. 2002年11月　ISBN 978-4785922535
- 『電子の妖精エポ子ちゃん』　三和出版 SANWA COMICS　2003年7月　ISBN 978-4883561971
- 『巨乳家族 はるかクンの秘密』　実業之日本社 マンサンQコミックス　2004年1月　ISBN 978-4408167947
- 『おねがい!フィギュアちゃん』　オークス 夢雅COMICS　2004年5月　ISBN 978-4861051128
- 『しっぽのキモチ』　キルタイムコミュニケーション デルタコミックス　2004年5月　ISBN 978-4860320850
- 『アキハバラへようこそ!』　蒼竜社 プラザCOMIX　2004年8月　ISBN 978-4883862399
- 『ぺたんこナース』　実業之日本社 マンサンコミックス
  1. 2004年11月　ISBN 978-4408168739
  2. 2005年11月　ISBN 978-4408169583
- 『隣のお姉さん』　シーズ情報出版 シーズコミック　2005年2月　ISBN 978-4861770098
- 『げきひん』　実業之日本社 マンサンコミックス　2006年12月　ISBN 978-4408170374
- 『淫乳少女』　久保書店 ワールドコミックススペシャル　2007年5月　ISBN 978-4765909747
- 『淫母教育日誌』　富士美出版 富士美コミックス　2007年12月　ISBN 978-4894217713
- 『搾乳淫嬢かおり』　富士美出版 富士美コミックス　2008年7月　ISBN 978-4894218215

### 一般コミック
- 『まんがでわかるMacintosh（マッキントッシュ）』　新星出版社 新星出版社編集部編　1997年4月　ISBN 978-4405061910
- 『 ラグナロクオンラインアコさんに気をつけろ!』　双葉社 アクションコミックス KINGDOMシリーズ　2007年6月　ISBN 978-4575941005
- 『まびるる&どきどきマビ☆ライフ!』（天童まくらと共著）　双葉社　2009年1月　ISBN 978-4575301014

### CDソフト
- 『色数向上委員会Art Book 6/PASTEL WIND』　アーカムプロダクツ　1996年3月　JAN 4937748192291